# Calle 23 (línea Broadway)
La Calle 23 es una estación en la línea Broadway del Metro de Nueva York de la B del Brooklyn–Manhattan Transit Corporation. La estación se encuentra localizada en Flatiron District y Madison Square, Manhattan entre la Calle 23 y la Quinta Avenida. La estación es servida en varios horarios por los trenes del Servicio ,  y .

## Enlaces externos

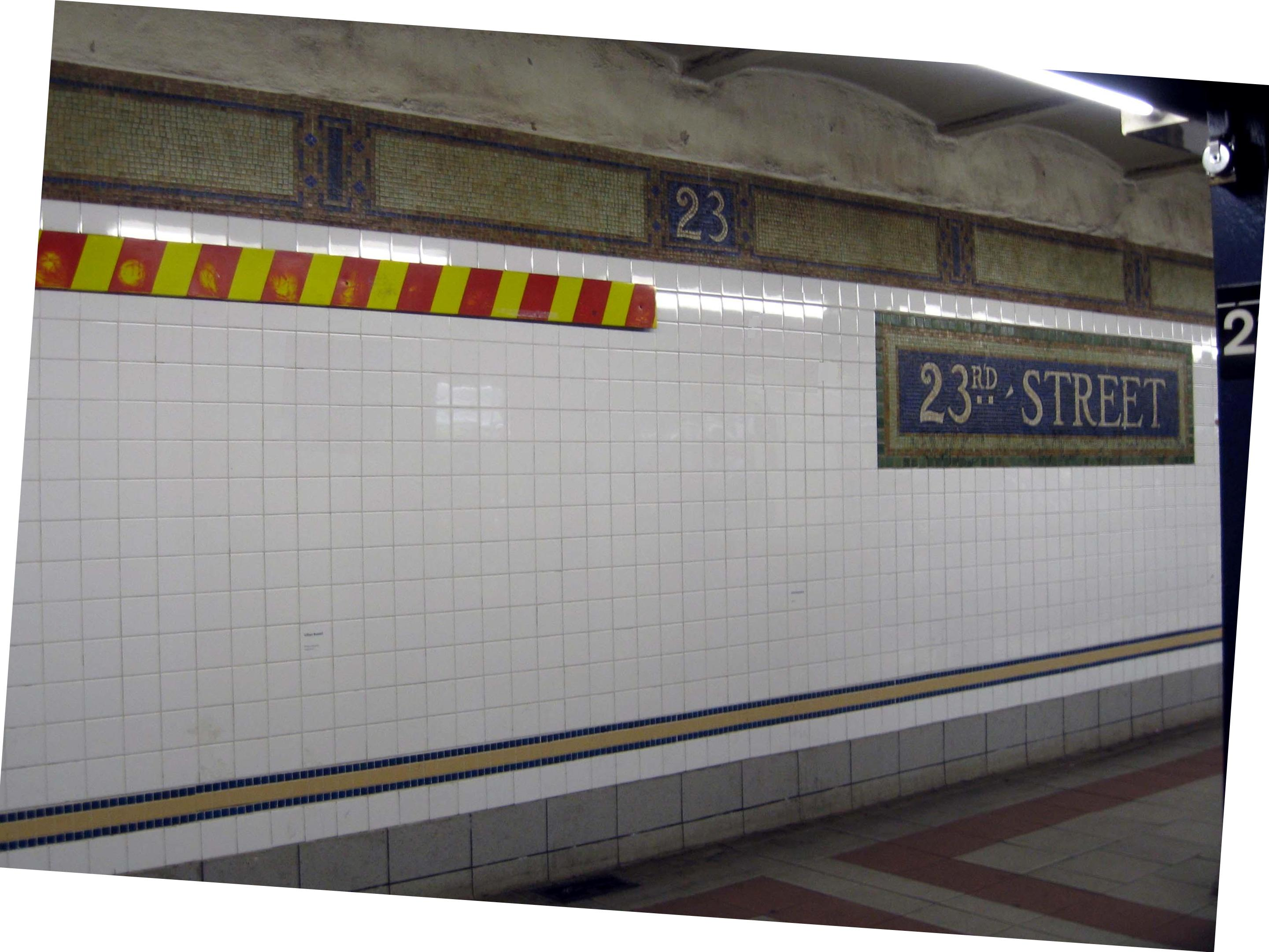
Mosacicos de la estación.